# 诸葛绰
诸葛绰（3世紀—250年之前），琅邪阳都人，诸葛瑾的孙子，诸葛恪的长子，诸葛竦和诸葛建的哥哥。诸葛绰在东吴官职骑都尉，因为涉及鲁王孙霸之事，孙权将诸葛绰交付给诸葛恪，命令改正教诲，诸葛恪用毒酒杀了诸葛绰。